# Pat Lee (Politiker)
Patrick „Pat“ Lee (* 26. September 1944 im County Longford, Irland; † 30. Oktober 2023 in Dublin) war ein irischer Arzt und Politiker der Fine Gael.

## Biografie
Pat Lee war Allgemeinmediziner und Hausarzt in Clontarf. Er kandidierte bei den Wahlen zum Dáil Éireann 1987 im Wahlkreis Dublin Central, konnte jedoch nicht genügend Stimmen erzielen. Bei den Wahlen 1989 war er dann jedoch erfolgreich und zog als Teachta Dála (Abgeordneter) in den Dáil Éireann ein. Für die Wahlen 1992 wurden die Wahlkreise neu zugeschnitten. Lee verfehlte die notwendige Stimmenzahl erheblich.
Patrick Lee war mit Ita verheiratet und hatte mit ihr vier Kinder.